# فريدريك رايت
فريدريك رايت (20 يونيو 1855 - 20 نوفمبر 1929 في المملكة المتحدة) (بالإنجليزية: Frederick Wright)‏ هو لاعب كريكت بريطاني وبريطاني (وحمل سابقاً جنسية المملكة المتحدة لبريطانيا العظمى وأيرلندا). لعب مع نادي مقاطعة ليسترشاير للكريكت ‏.

## وصلات خارجية
- فريدريك رايت على موقع إي آس بي آن كريك إنفو (الإنجليزية)